# Psoraleococcus verrucosus
Psoraleococcus verrucosus är en insektsart som beskrevs av Borchsenius 1959. Psoraleococcus verrucosus ingår i släktet Psoraleococcus och familjen Lecanodiaspididae. Inga underarter finns listade i Catalogue of Life.